# Iglesia de San Miguel Arcángel (Pitiegua)
La iglesia de San Miguel Arcángel es un edificio de la localidad salmantina de Pitiegua, en España.

## Descripción
Se encuentra en Pitiegua, un municipio ubicado en el noreste de la provincia de Salamanca. El inmueble, cuya construcción original se dataría en los siglos XII y XIII, fue erigido siguiendo unas líneas arquitectónicas de traza mudéjar, aunque ha experimentado diversas reformas que han modificado su aspecto. Figura en el Diccionario geográfico-estadístico-histórico de España y sus posesiones de Ultramar de Pascual Madoz (1849), descrita como una iglesia parroquial servida por un cura de término y de provisión ordinaria. Se encuentra en el norte del núcleo urbano.